# Rukometni klub Trnovec
Rukometni klub Trnovec je muški rukometni klub iz Trnovca Bartolovečkog, Varaždinska županija. U sezoni 2023./24. klub se natječe u 3. HRL – Sjever. Predsjednik kluba je Željko Skupnjak, a sjedište kluba je na adresi Ulica Male Ledine 2/A, Trnovec Bartolovečki. Godine 1998. klub je preimenovan i nosi ime RK "Trnovec". 

## O klubu kroz povijest
Rukometni klub Trnovec nastao je 14. ožujka 1975. godine pod nazivom DTO (Društvo za tjelesni odgoj) "PARTIZAN". Godinu dana nakon osnivanja DTO Partizan započinje aktivno natjecanje kluba u međuopćinskoj rukometnoj ligi Varaždin. Sljedeći igrači bili su prvi naraštaj rukometaša u Trnovcu: Rado Kušen, Đuro Hrg, Radivoj Deban, Stanko Mikulić, Stjepan Novosel, Stanko Magić, Ivica Golubić, Stjepan Mraz, Slavko Mikulić, Marijan Videc, Vlado Mikulić. Trener rukometaša bio je Josip Grabar. Tijekom sljedećih godina došlo je do omasovljenja rukometa u Trnovcu i tako je 1985. godine stasao i novi naraštaj rukometaša pod vodstvom trenera Stanislava Mlakara, koji se je natjecao u međuopćinskoj ligi Varaždin – Čakovec.

## Klub danas
Danas se u klubu natječu seniorska i mlađa kadetska ekipa te djeca u školi rukometa.

## Uspjesi
1998./1999. godine prvak međužupanijske lige Varaždin – Čakovec, 1999. godine igranjem u kvalifikacijama u Bjelovaru stekli pravo igranja u drugoj HRL sjever, 1999./2000. godine sezona završena na 6. mjestu druge HRL sjever, 2000./2001. godine sezona završena osmim mjestom druge HRL sjever.
Najveća radost dolazi u sezoni 2015./16.: prvaci 3. HRL Sjever.

## Vanjske poveznice
- Rukometni savez Varaždinske županije, pristupljeno 23. travnja 2019. godine
- Rukometni klub Trnovec, facebook stranica
- sportilus.com, Rukometni klub Trnovec